# Куличенко, Александр Владимирович
Алекса́ндр Влади́мирович Куличе́нко (род. 24 февраля 1969, Киселёвск, Кемеровская область) — российский шахтёр, проходчик угольной шахты «Талдинская-Западная-2» акционерного общества «СУЭК-Кузбасс», Кемеровская область. Герой Труда Российской Федерации (2018).

## Биография
В 2010 году за трудовые отличия указом Президента Российской Федерации награждён медалью «За заслуги перед Отечеством» II степени.
Работал на шахте Котинской.
В феврале 2015 года бригада Александра Куличенко, использовав комбайн «Sandvik MB670», подготовила 1012 метров горных выработок. Эти трудовые результаты установили месячный рекорд в российской угольной промышленности по подготовке очистного фронта.
В 2016 году бригада Александра Куличенко показала лучший результат по отрасли, подготовив 5427 метра горных выработок. В декабре этого же года бригада Александра подготовила 1272 метра горных выработок. Этот трудовой результат стал отраслевым рекордом за месячную проходку. За выдающиеся трудовые достижения был удостоен звания «Герой Кузбасса».
Указом Президента Российской Федерации № 169 от 23 апреля 2018 года ему было присвоено звание Героя Труда Российской Федерации за особые трудовые заслуги перед государством и народом.
Проживает в городе Киселёвске.

## Награды
- Герой Труда Российской Федерации (23 апреля 2018 года) — за особые трудовые заслуги перед государством и народом[1]
- Медаль ордена «За заслуги перед Отечеством» II степени (23 августа 2010 года) — за большой вклад в развитие угольной промышленности, достигнутые трудовые успехи и многолетнюю добросовестную работу[5].
- Герой Кузбасса (Кемеровская область, 25 августа 2016 года) — за выдающиеся заслуги перед Кемеровской областью[6]
- Орден «За доблестный шахтёрский труд» I степени (Кемеровская область)[7]
- Орден «За доблестный шахтёрский труд» II степени (Кемеровская область, 27 сентября 2010 года) — за многолетнюю плодотворную работу, высокий профессионализм, значительный вклад в социально-экономическое развитие области[8]
- Юбилейная медаль «70 лет Дню шахтёра» (Кемеровская область, 21 июля 2017 года) — за большой личный вклад в развитие угольной отрасли Кузбасса и многолетний добросовестный труд[9]
- Полный кавалер знака «Шахтёрская слава» (I, II, III степени)